# Janzophion saxis
Janzophion saxis är en stekelart som beskrevs av Ian D. Gauld 1988. Janzophion saxis ingår i släktet Janzophion och familjen brokparasitsteklar. Inga underarter finns listade i Catalogue of Life.